# 东色雷斯

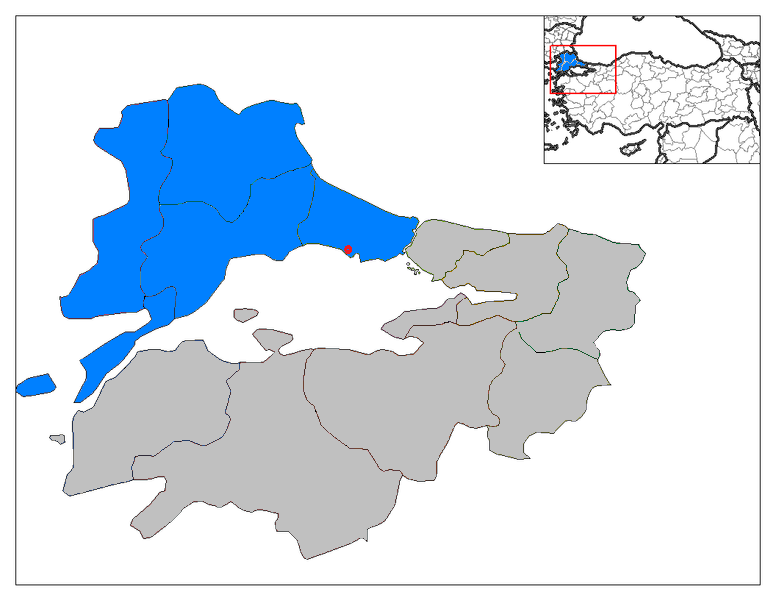
东色雷斯（蓝色）在土耳其马尔马拉地区的位置

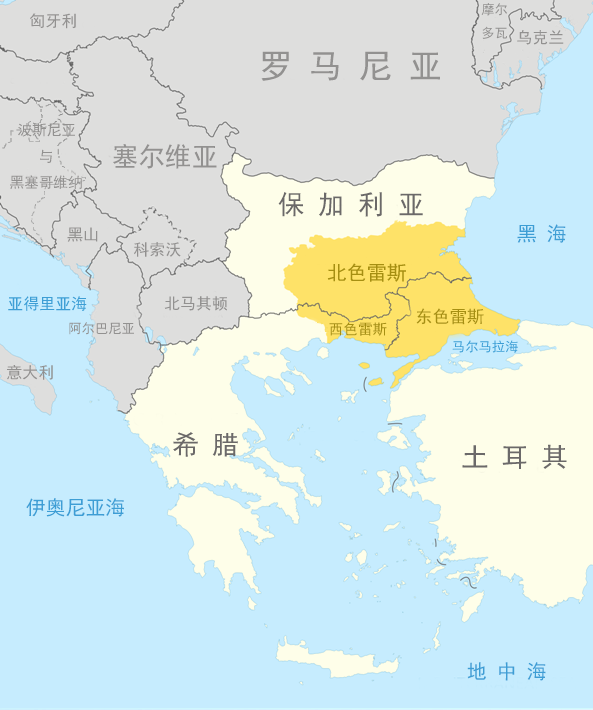
色雷斯分布於三個國家，其中东色雷斯属于土耳其

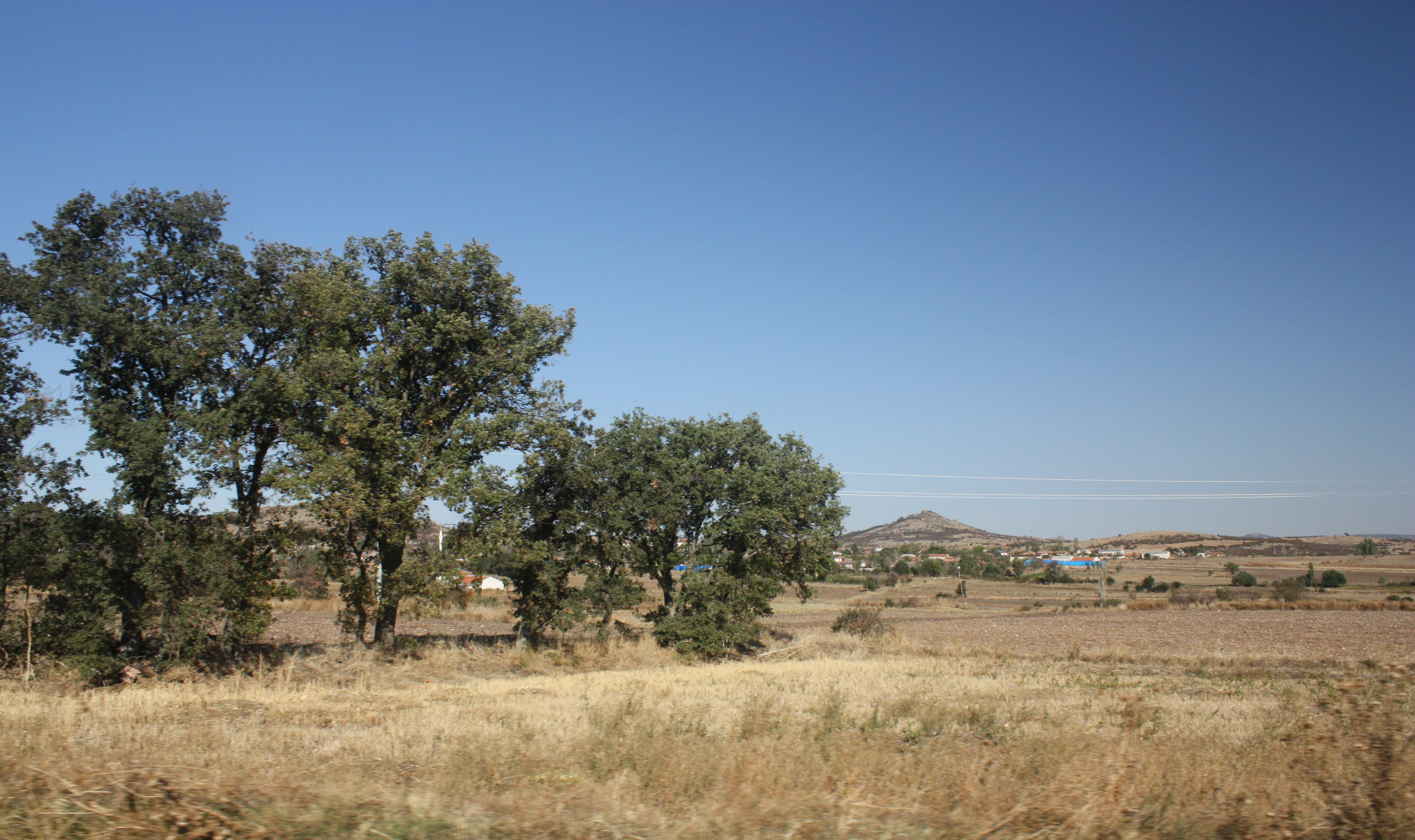
东色雷斯埃迪尔内省的风景

41°9′13″N 27°22′0″E / 41.15361°N 27.36667°E
东色雷斯（土耳其語：Doğu Trakya；英語：或，Iztochna Trakiya），或直称色雷斯（土耳其語：Trakya），希腊语中也称安纳托利亚色雷斯（希臘語：Ανατολική Θράκη，Anatoliki Thraki），还被成为土耳其色雷斯或欧洲土耳其 ，是土耳其地处欧洲的部分领土，地理上属于东南欧地区，有别于该国位于西亚地区安纳托利亚半岛的剩余领土。该地区占土耳其领土面积的3%，生活着该国14%的人口。该地区最大的城市是横跨亚欧分界线博斯普鲁斯海峡的伊斯坦布尔。
东色雷斯毗邻海上贸易要道，曾构成了奥斯曼帝国广阔的鲁米利亚，具有重要的历史意义。该地具有特殊的地缘战略重要性，属于该地区的博斯普鲁斯海峡和达达尼尔海峡是俄罗斯、乌克兰、罗马尼亚、保加利亚和格鲁吉亚五国的海军从黑海通往地中海的唯一通道。未来还将成为连通土耳其高速铁路与希腊高速铁路、保加利亚高速铁路的重要枢纽地区。

## 定义
东色雷斯地区包含色雷斯地区的整个东部，也就是土耳其的埃迪尔内省、泰基尔达省、克尔克拉雷利省三省的全部辖区，以及恰纳卡莱省和伊斯坦布尔省的欧洲部分。东色雷斯的陆地边界是由1913年《君士坦丁堡条约》和1915年《保加利亚－奥斯曼公约》确定的，并在1923年《洛桑条约》中进行了重申。